# Bulbbul
Bulbbul (2020) és un thriller sobrenatural en llengua hindi, escrit i dirigit per Anvita Dutt. Va ser produït per Anushka Sharma i Karnesh Ssharma amb la productora Clean Slate Filmz i protagonitzat per Tripti Dimri en el paper principal al costat d' Avinash Tiwary, Paoli Dam, Rahul Bose i Parambrata Chattopadhyay. L'actriu Tripti Dimri va ser elogiada per la crítica. La pel·lícula gira al voltant d'una noia que va ser obligada a casar-se quan era una nena. Bulbbul es va estrenar a Netflix el 24 de juny de 2020.

## Argument
La història comença al segle XIX en un poble de la presidència de Bengala. Bulbbul, una nena de 5 anys es va casar amb Indranil. La nena es fa amiga de Satya, el germà petit de l'Indranil, que és més proper a la seva edat. Bulbbul i Satya creixen junts, jugant i explicant-se històries d'una bruixa.
Vint anys més tard, Satya torna a casa des de Londres. Mentrestant Mahendra, el germà bessó d'Indrail va ser assassinat en el que es creia que era un atac de la bruixa. La seva vídua Binodini viu ara en una dependència apartada de la residència principal. Indranil ha deixat el poble i Bulbbul s'ha fet càrrec de les seves responsabilitats. El metge del poble, Sudip, la visita regularment. La seva proximitat genera dubtes a Satya sobre la relació de Sudip i Bulbbul. Durant una cacera, un home és assassinat; l'incident s'atribueix a la bruixa. Satya, però, sospita de Sudip.
En els flashbacks, es revela que Binodini havia estat gelós del matrimoni d'Indranil i Bulbbul, i havia insinuat repetidament a Indranil que Bulbbul tenia sentiments per Satya. Amb la ment enverinada, Indranil envia Satya a Londres per tal de separar-los. Bulbbul i Satya havien estat escrivint junts una història, Satya li lliura el manuscrit abans de marxar a Londres perquè ella el finalitzi. Ella li diu que no el pot acabar sense ell. Quan està sola, desconsolada, llença el manuscrit a la xemeneia i l'encén. Més tard, Indrail, alertat per les paraules de la seva cunyada va a l'habitació de Bulbbul, veu al foc unes pàgines que cremen i veu en una pàgina el nom de Bulbbul i Satya. Enfurismat, va la cerca de Bulbbul que s'està banyant, la treu de la banyera pels cabells la colpeja i li mutila els peus amb una barra de ferro. El metge li cura els peus, que els ha de tenir penjats mentre és al llit. Mahendra aprofita el fet que estigui immobilitzada per violar-la i li provoca la mort. Tanmateix, després d'això, hi ha un canvi sobrenatural en Bulbbul: ella torna amb la missió d'ajudar les dones del poble a lluitar contra la injustícia. Passa per una transformació simbòlica, representada per una lluna vermella sang, que indica que la deessa Kali li havia donat l'oportunitat de tornar per lluitar. Comença a castigar els homes que maltracten i assassinen les seves dones o s'aprofiten d'altres noies.
En el temps actual, Satya escorta Sudip a Calcuta perquè sospita que és l'assassí. En el camí, el conductor del carruatge és assassinat, cosa que fa que Satya s'adoni que Sudip és innocent. Dispara a la bruixa, ferint-la mortalment. Mentre s'escapa del carruatge, Sudip troba Bulbbul, i s'adona que ella és la bruixa. Durant una baralla amb Sudip, Satya incendia el bosc sense voler. S'adona que Bulbbul és la bruixa quan Sudip la crida. En adonar-se d'això, Satya plora desconsolat, mentre Bulbbul es refugia en un arbre i observa com crema tot el que l'envolta abans que sigui lentament envoltada per les flames.
Un any després, Indranil torna a la seva finca buida. Descobreix que Satya ha marxat. Aquella nit, l'Indranil és desperta del seu son per Bulbbul, que emergeix de les brases i li somriu amb un somriure suggestiu de malvolença que els espectadors poden interpretar què succeirà després, deixant la porta oberta a diverses interpretacions.

## Personatges
- Tripti Dimri com a Bulbbul, la noia que havia sigut la nena que es va haver de casar quan era petita, que lluita en secret contra la injustícia que pateixen les dones al seu poble.
- Avinash Tiwary com a Satya, el germà petit d'Indranil i amic d'infància de Bulbbul de qui està enamorat.
- Paoli Dam com a Binodini, l'esposa vídua de Mahendra.
- Rahul Bose com a Indranil, el marit de Bulbbul amb qui es va casar quan ella tenia 5 anys. I també com a Mahendra, el germà bessó d'Indrail.
- Parambrata Chattopadhyay com el Dr. Sudip, un metge local que revisa regularment els peus mutilats de Bulbbul.

## Premis
| Curs | Premi               | Categoria                                             | Destinataris                       |            | Ref.  |
| ---- | ------------------- | ----------------------------------------------------- | ---------------------------------- | ---------- | ----- |
| 2020 | Premis Filmfare OTT | Millor pel·lícula (originals web)                     | Anushka Sharma i Karnesh Ssharma\| | Nominada   |       |
| 2020 | Premis Filmfare OTT | Millor actriu en una pel·lícula original web          | Tripti Dimri                       | Guanyadora | [ 7 ] |
| 2020 | Premis Filmfare OTT | Millor actor secundari en una pel·lícula original web | Rahul Bose\|                       | Guanyador  |       |